# Pieter Devos
Pieter Devos (Diest, 8 de febrero de 1986) es un jinete belga que compite en la modalidad de salto ecuestre.
Participó en los Juegos Olímpicos de Tokio 2020, obteniendo una medalla de bronce en la prueba por equipos (junto con Jérôme Guéry y Grégory Wathelet). Ganó tres medallas en el Campeonato Europeo de Saltos Ecuestres entre los años 2019 y 2025.

## Palmarés internacional
| Juegos Olímpicos   | Juegos Olímpicos        | Juegos Olímpicos  | Juegos Olímpicos |
| Año                | Lugar                   | Medalla           | Categoría        |
| ------------------ | ----------------------- | ----------------- | ---------------- |
| 2020               | Tokio (Japón)           | Medalla de bronce | Por equipos      |
| Campeonato Europeo |                         |                   |                  |
| Año                | Lugar                   | Medalla           | Categoría        |
| 2019               | Róterdam (Países Bajos) | Medalla de oro    | Por equipos      |
| 2021               | Riesenbeck (Alemania)   | Medalla de bronce | Por equipos      |
| 2025               | La Coruña (España)      | Medalla de oro    | Por equipos      |